# Терское (Красноярский край)
Те́рское — деревня в Канском районе Красноярского края. Входит в состав Терского сельсовета.

## История
По данным 1926 года в деревне Терская имелось 164 хозяйства и проживало 743 человека (359 мужчин и 384 женщины). В национальном составе населения преобладали русские. В административном отношении являлась центром Терского сельсовета Канского района Канского округа Сибирского края.

## Население
| 1926 | 2010 |
| ---- | ---- |
| 743  | ↘302 |

## Улицы
- ул. Молодёжная,
- ул. Московская,
- ул. Набережная,
- ул. Поперечная,
- ул. Советская.